# سلطنة سياك سري إندرابورا
سلطنة سياك سري إندرابورا، وغالبا ما تسمى سلطنة سياك (بالإندونيسية: Kesultanan Siak Sri Inderapura)‏، كانت مملكة تقع في منطقة سياك، رياو من 1723 م إلي 1946 م. أسسها السلطان عبد الجليل رحمت شاه المعروف بـ «راجا كيشيك» من سلطنة جوهر بعد فشله في الاستيلاء على عرش سلطنة جوهر.
بعد أن تم اعلان استقلال إندونيسيا في 17 أغسطس 1945، أعلن آخر سلاطين سياك (الشريف قاسم الثاني) انضمام مملكته لجمهورية إندونيسيا.

## أصل الكلمة
كلمة سياك سري إندرابورا في اللغة مركز مدينة الملك الدينية. تعنى كلمة سري باللغة السنسكريتية منورة وكلمة إندرا تعني الملك وكلمة بورا تعنى المدينة أو المملكة. أما كلمة سياك، فكانت لها ارتباط قوي بدين الإسلام، فالسياكي (شعب سياك) عندهم يعني أشخاص متدينون.

## الديانة
كانت منطقة سياك في أوائل عصر سلطنة ملقا مركزا لانتشار الدين الإسلامي. فبمجرد دخول الإسلام إلى أراضي مينانكابو كان على أيدي السياكيين، اشتهر منذ العصور البعيدة لقب المتدينين بالإسلام في تلك المنطقة باسم أوراغ سياك أي شعب سياك.
لكن مهما طبقت القوانين الشرعية في مجتمع سياك، بقيت التقاليد المينانجية تظهر فيهم. منها أنهم كانوا مطبقين أحكام المواريث الإسلامية، إلا في توريث المنزل كان للبنات فقط.